# منقشلي
منقشلي (بالفارسية: منقشلی) هي قرية تقع في قسم بيزكي الريفي (مقاطعة تشناران) في إيران. يقدر عدد سكانها بـ 26 نسمة بحسب إحصاء 2016.